# 伊藤宗看 (6代)
六代伊藤宗看（ろくだいいとうそうかん、1768年（明和5年） - 1843年10月9日（天保14年9月16日））は、日本の江戸時代の将棋指し。十世名人。将棋家元三家の一伊藤家当主。前名は松田印嘉。子に伊藤看理（六段）、伊藤看佐（七段）、伊藤金五郎（六段）。養子に七代伊藤宗寿。

## 経歴
1761年に三代伊藤宗看が没すると、四代伊藤得寿が後を継ぐが、1763年に24歳で早世してしまう。伊藤家は鳥飼忠七を当主に迎え、忠七は五代伊藤宗印を名乗った。1786年に山東京伝が開板した『指面草』に青木昆陽と並ぶ江戸の出世頭として「菓子屋の子胤将棋所になりたるものもあり」と紹介されているが、名人になることもなく七段のままで終わった。
1768年に松田家の子として江戸で生まれた印嘉は1784年、17歳のときに三段となり、伊藤家の養子となり伊藤印嘉として御城将棋に初出勤する。1785年には宗看の名で出勤した。
1789年、大橋本家の九代大橋宗桂が将棋所を再興し八世名人となった。この年に五代宗印は引退し宗看が伊藤家の当主となる。五代宗印は1793年に没した。同年までに宗看は七段の昇段を果たしている。
1794年に長男の看理が誕生した。同年、宗看宅において名人である九代宗桂の立会いの元、大橋分家の六代大橋宗英（八段）と平香交じりの手合いで対戦し香車落番で敗れている。1795年の御城将棋で六代宗英と再び対戦、左香落されで敗れる。1798年の御城将棋で六代宗英と平香交じりの手合いで対戦、平手番で敗れる。1799年に九代宗桂が没すると、六代大橋宗英が九世名人を襲位した。
1804年には御城将棋で六代宗英と左香落されの手合いで対戦し勝利。1809年に六代宗英が没すると、名人は再び空位となる。
1810年に看理が御城将棋に初出勤し、1812年には宗看と角落で親子対決している（持将棋）。
少なくとも1815年までに宗看は八段に昇段した（『御城将棋留』）。この間の1811年と1816年に、大橋本家の十代宗桂と対戦しており（それぞれ半香交じり、左香落ちの手合い）、宗看が勝利している。十代宗桂は1818年に没した。
1820年の御城将棋では大橋分家の英俊（大橋柳雪）と右香落ちで対戦して勝つ。1823年の御城将棋でも同手合いで勝利。
1825年に宗看が十世名人位を襲う。この間の1824年に宗看の嫡男の看理が没している。1827年の2月には次男の看佐が没した。『将棋営中日記』によると、博打好きで多額の負債を抱えた末に縊死したという。三男の金五郎は素行が悪く勘当されていたという。大橋分家の英俊（二代宗英）も御城将棋から離れ、大橋本家・大橋分家共に人材が不足していたこともあり、1833年には、家元三家以外の者として河島宗臨が御城将棋に初出勤している。
1834年、天野宗歩と角落ちで対戦した（86手で指し掛け）。
廃嫡後に上方で名声を博した大橋柳雪は1837年に江戸に戻り、翌1838年の六代宗英の30回忌追福会で宗看は柳雪と香落ちで対戦した。
1842年に最後の御城将棋を勤める。この年に甥で初代伊藤看寿の孫にあたる宗寿を養子に迎えた。1843年3月に三男の金五郎に先立たれた。9月16日に76歳で没している。法名は飛行院宗看日将。
宗看の死去後、後継と目された十一代大橋宗桂はまだ七段であったこともあり、30余年名人位は空位となってしまった。養子に迎えた宗寿も1846年に没し、十一代宗桂の門下であった上野房次郎が伊藤家を継いでいる。この房次郎が江戸幕府滅亡後に家元最後の名人（十一世）である八代伊藤宗印となる。
「荒指しの宗看」と謳われたほどの豪快な攻めを得意とする名人であり、十一代大橋宗桂の「気象張り丈夫」との評が残る。また、御城将棋35局のうち11局が持将棋であった。
柳雪・宗歩の先駆者にあたり、近代将棋に通ずる数多くの新手を開発したともみなされている。
著書に実戦集である『将棊妙手』と定跡書である『将棋図選』がある。『将棋営中日記』によると、図式の作成を試みていたらしいが、献上図式の伝統は復活しなかったという。

## 登場する作品

### 小説
- 仲村燈『桎梏の雪』講談社、2021年。ISBN 978-4-06-523767-0

## 参考資料
- 米長邦雄『日本将棋大系　第8巻　六代大橋宗英』（筑摩書房、1979年）
  - 山本亨介「人とその時代八（六代大橋宗英）」（同書243頁所収）
- 板谷進『日本将棋大系　第9巻　六代伊藤宗看』（筑摩書房、1979年）
  - 山本亨介「人とその時代九（六代伊藤宗看）」（同書237頁所収）
- 大内延介『日本将棋大系　第10巻　大橋柳雪』（筑摩書房、1979年）
  - 山本亨介「人とその時代十（大橋柳雪）」（同書247頁所収）
- 東公平『甦る江戸将棋 第23回』（『近代将棋』2006年9月号108頁）
- 茶屋軒三・西條耕一『江戸の名人 第10回』（『将棋世界』2011年12月号136頁）